# Pierre-Antoine Damecour
Pierre-Antoine Damecour, né le 11 janvier 1984, est un animateur de télévision, un chroniqueur ainsi qu'humoriste et comédien français.
Il est principalement connu pour sa fonction de chroniqueur qu'il a exercé dans différentes émissions, notamment sur La chaîne L'Équipe avec sa rubrique La petite lucarne dans L'Équipe d'Estelle puis L'Équipe de Greg de 2017 à 2024.

## Biographie

### Jeunesse de skieur de bosses, études et formation
Pierre-Antoine Damecour grandit en Haute-Savoie. De l'âge de 8 ans jusqu'à ses 19 ans, inspiré par Edgar Grospiron, il pratique jusqu'en coupe de France le ski de bosses au sein du club des sports de La Clusaz, où le Haut-Savoyard évolue aux côtés de Candide Thovex ou encore Loïc Collomb-Patton,,.
À la suite de cela, il s'installe à Paris pour faire l'école de radio Studec tout en se formant dans des cours de théâtre, ainsi qu'en jouant dans des bars parisiens. Ultérieurement, le jeune homme intègre l’émission de France 3 Les Grands du rire lors d'un stage, puis joue pendant deux ans le rôle d'Édouard Strauser pour la série Déjà vu diffusée sur France 2,. Damecour tourne également pour KD2A et des séries comme Nos années pension. Il prend part en outre au court métrage Et Dieu créa... la pomme ! de Sophie Galibert en jouant le rôle d'Adam,.

### 2012-2016: débuts à la radio puis à la télévision
En 2012, Pierre-Antoine Damecour devient auteur pour Guillaume Pley sur NRJ pour son émission Guillaume Radio 2.0, puis pour Cyril Hanouna sur Virgin de décembre 2012 à juin 2013,. Il suit ensuite ce dernier sur la chaîne D8 et conçoit pendant trois saisons des interviews, des happenings et des jeux pour l’émission Touche pas à mon poste !. Le français travaille aussi ponctuellement sur la même chaîne pour l’émission Est-ce que ça marche ? animée par Camille Combal et Ariane Massenet.
En parallèle, il travaille durant trois années pour le journal satirique Le Gorafi,. À ce propos, Damecour déclare en 2020 que « c'était une très belle école [...] Il fallait vraiment adopter les codes du journalisme, ce n'était pas facile, je m'imprégnais des papiers du Monde. Cela m'a appris à tirer le fil au maximum ».
En 2016, Estelle Denis lui propose de participer à Touche pas à mon sport en tant que directeur artistique,. Il y animera ensuite une chronique appelée Le Relou qui traite des sportifs amateurs et qui sera déprogrammée au bout de trois mois,.

### 2017-: carrière de chroniqueur
Début 2017, Pierre-Antoine Damecour rejoint l'émission OFNI, l'info retournée sur W9 animée par son ami Bertrand Chameroy en tant que directeur artistique,. L'émission est arrêtée durant l’été. Dans la foulée, Estelle Denis lui propose de la rejoindre sur sa nouvelle émission L'Équipe d'Estelle diffusée sur La chaîne L'Équipe. La première saison, il occupe d'abord un rôle de producteur artistique, avant de se voir confier l'animation de la rubrique La petite lucarne, une chronique quotidienne où il revient avec humour sur l'actualité et expose des vidéos insolites du Net en lien avec le sport,. La petite lucarne gagne en importance dans le programme à partir de 2019,. 
En 2020, le chroniqueur est choisi pour succéder à Donel Jack'sman à la présentation de La France a un incroyable talent, ça continue sur M6. Le directeur général adjoint des programmes du groupe M6 Pierre-Guillaume Ledan justifie ce choix en déclarant que Damecour « est drôle, très bon en impro et surtout très humain. Il sait piquer tout en restant sympathique ». Il continue à intervenir en parallèle dans L'Équipe d'Estelle, et produit une mini-série nommée Coach!.
Le 26 mai 2021, à l'occasion du retour de Karim Benzema en équipe de France après plus de cinq ans d'absence, Pierre-Antoine Damecour se déguise en « Ludovic », un supporter de Karim Benzema, afin de réaliser un sketch pour L'Équipe d'Estelle. Il se fait néanmoins photographier par l’AFP et Reuters qui le prennent pour un réel fan du joueur,. Il réussit ainsi à tromper plusieurs rédactions en France et à l'étranger, telles la RTBF ou ESPN, et apparaissant au journal de 13 heures de TF1 et sur BFM TV.
Le 23 août 2021, toujours sur La chaîne L'Équipe, le chroniqueur rejoint l'émission L'Équipe de Greg présentée par Grégory Ascher qui succède à L'Équipe d'Estelle à la suite du départ de l’animatrice sur la chaîne RMC Story pour y présenter Estelle Midi. Damecour y anime toujours la rubrique La petite lucarne et intervient dorénavant à deux reprises durant le programme. Il continue également d'animer La France a un incroyable talent, ça continue sur M6 en fin d'année.
En 2022, il participe au jeu Fort Boyard sur France 2 avec l'équipe menée par Jean-Luc Lemoine, et est toujours à la présentation de La France a un incroyable talent, ça continue sur M6 en fin d'année.
Officiant toujours sur La chaîne L'Équipe en 2023, cette dernière est néanmoins une année de changements pour le Français. Après avoir annoncé ne plus prendre part à l'animation de La France a un incroyable talent, ça continue sur M6, on le retrouve à la radio, précisément sur Europe 1, où à partir de la rentrée il incarne des personnages face à l'invité de l'émission Culture Médias animée par Thomas Isle,. De plus, il devient chroniqueur dans l'émission Camille & images sur TF1.
À l’été 2024, Damecour quitte L'Équipe de Greg et La chaîne L'Équipe et rejoint Estelle Midi, émission animée par Estelle Denis et diffusée à la radio sur RMC ainsi qu'à la télévision sur RMC Story, où il propose là aussi une rubrique humoristique quotidienne,. Le chroniqueur opère un autre changement en parallèle avec un retour au sein du Gorafi, lui permettant « de garder l’esprit vif ». En fin d'année, il entame des représentations de son premier one-man-show au Théâtre BO Saint-Martin.
Début 2025, il réalise une pige d'une semaine au sein de C à vous sur France 5 en remplacement de Bertrand Chameroy.

## Influences
En 2019, à l'occasion d'une interview, Pierre-Antoine Damecour expose ses inspirations : « Sur le sport, Julien Cazarre est très talentueux. [...] Je le regardais souvent. Sur l'humour en général, j'adore le Palmashow. Côté doublage, le film La Classe américaine ou Le Grand Détournement m'a marqué ».

## Vie privée
En 2024, Pierre-Antoine Damecour déclare être père de deux enfants.